# Arctia wiskotti
Arctia wiskotti là một loài bướm đêm thuộc phân họ Arctiinae, họ Erebidae.